# Lema de la Unió Europea
Units en la diversitat és el lema oficial (en català) de la Unió Europea (UE). Les seves traduccions en les altres 22 llengües oficials de la UE (vegeu a la dreta) tenen el mateix valor. La versió en llatí, In varietate concordia, és també utilitzada com a compromís. És un dels més nous símbols de la Unió Europea, juntament amb la bandera i l'himne però, a diferència de la majoria, aquest és específic de la Unió Europea, i té el seu origen en el Consell d'Europa.

## Significat
D'acord amb la Comissió Europea:
| « | el lema significa que a la UE els europeus treballen junts per a la pau i la prosperitat, i que les nombroses cultures, tradicions i llengües d'Europa són un actiu positiu per al continent. | » |

## Història
El lema d'Europa va ser adoptat per primer cop el maig del 2000 com a "Unitat en la diversitat" a través d'un procés no oficial en un concurs on van participar uns 80.000 estudiants dels quinze països de la Unió Europea (també coneguts com "EU-15"): Àustria, Bèlgica, Dinamarca, Finlàndia, França, Alemanya, Grècia, Irlanda, Itàlia, Luxemburg, Països Baixos, Portugal, Espanya, Suècia i Regne Unit.

### Projecte LaPrairie (1998~1999)
L'abril de 1998, Patrick La Prairie, del diari francès Ouest-France, va proposar l'organització d'un concurs del lema d'Europa, entre els estudiants de secundària dels 15 Estats membres de la UE. Aquest esdeveniment era significatiu perquè se celebraven els 50 anys de la famosa Declaració Schuman sobre la creació d'una comunitat supranacional, que finalment duria a la creació de l'actual Unió Europea.
Ja des de 1998, la Unió Europea tenia la seva bandera, el seu himne i estava a punt de llançar la seva moneda; només li faltava un lema, d'aquí el concurs proposat. El periodista La Prairie estava al càrrec de la missió Premsa-Escola de l'Ouest-France i va trobar dos espònsors, el museu francès Memorial de Caen i l'aleshores companyia pública France Telecom. Es van trobar 40 diaris més que van donar suport a la iniciativa, tant a França com a la resta dels quinze, amb almenys un diari per país, p. ex. La Repubblica a Itàlia, Le Soir a Bèlgica, Irish Times a Irlanda, Berliner Zeitung a Alemanya i The Guardian al Regne Unit.
El projecte es va llançar oficialment el 31 de març de 1999, amb l'obertura de http://devise-europe.org Arxivat 1999-05-08 a Wayback Machine., el web del concurs oficial une devise pour l'Europe creat per France Telecom. El lloc web es caracteritzava per fitxers pedagògics (creats per l'Oficina general d'operacions, situada al Memorial de Caen), punts orientats als professors i formularis de registre disponibles en els onze idiomes oficials de la UE, més el català. L'eslògan del certamen era "L'únic premi serà haver escrit una pàgina en la història d'Europa" (La seule récompense sera d'avoir écrit une page d'histoire de l'Europe).

### Un lema per a Europa (1999~2000)
El setembre de 1999, es va iniciar un concurs al principi de l'any escolar, a fi i efecte d'inventar un lema per a la Unió Europea. Dos mil cinc-cents setanta-cinc classes s'hi van involucrar amb estudiants d'edats compreses entre deu i dinou anys. La regla principal era que el lema no podia consistir en una frase de més de vint mots, que estaria acompanyada d'una epxlicació de no més de 1.500 mots, escrita en la llengua local de la classe. Es requeria també una versió en llengua anglesa de la citada explicació, des que els mestres feien servir aquest idioma per comunicar-se entre ells mateixos. Els guanyadors nacionals i eropeus seria seleccionats l'any següent.
En arribar a la data límit del 15 de gener del 2000, s'havien elaborat 2016 lemes. Una anàlisi lèxica dels prop de 400.000 mots que formaven aquest corpus va ser feta per Taylor Nelson Sofres i va revelar que els termes més populars usats pels joves europeus eren: "Europa", "pau", "unitat", "unió", "junts", "futur", "diferència", "esperança", "solidaritat", "igualtat", "llibertat", "diversitat" i "respecte". Aquest estudi va ser usat més tard pel jurat durant la selecció nacional.
Duraant el febrer del 2000, cada membre dels mitjans de comunicació dels EU-15 va promoure un "top ten" de la selecció de lemes nacionals, a fi i efecte de sotmetre'ls a un segon jurat, encarregat de la selecció europea. Aquests 142 lemes van ser traduïts a les 11 llengües oficials de la UE.
L'11 i 12 d'abril del 2000, el jurat dels mitjans de comunicació europeus va triar 7 lemes entre l'última selecció de febrer. Aquests van ser presentats al definitiu Gran Jurat Europeu a Brussel·les.

### Proclamació al Parlament Europeu (2000)
El 4 de maig del 2000, gairebé 500 escolars de quinze classes de l'EU-15 (les millors classes de cada selecció nacional), s'aplegaren al Parlament Europeu en Brussel·les per assistir a la proclamació del lema triat aquell dia pels 15 membres del Gran Jurat, on s'incloïen l'antic Canceller d'Àustria Franz Vranitzky, l'antiga Ministra d'Afers Exteriors d'Itàlia, Susanna Agnelli, l'antic astronauta belga Dirk Frimout, l'antic Ministre d'Afers exteriors de Dinamarca, Uffe Ellemann-Jensen, l'historiador luxemburguès Gilbert Trausch, l'antiga Presidenta del Bundestag alemany Rita Süssmuth, la senadora irlandesa Mary Henry, l'antic President de la Comissió Europea, el britànic Roy Jenkins i l'antic president de la Comissió Europea, el francès Jacques Delors.
El lema va ser mostrat sobre un fons blau situat al darrere de la 24a Presidenta del Parlament Europeu Nicole Fontaine. Unité dans la diversité, en francès fou traduït a les onze llengües oficials de la UE més el llatí,In varietate concordia, i fou llegit per la Presidenta Nicole Fontaine. El lema havia estat creat per joves luxemburguesos i prologat pel President Delors, el qual hi va afegir "Europa".
Des que es va haver de sotmetre per a aprovació oficial per part dels quinze Caps d'Estat del Consell d'Europa a Santa Maria da Feira, el 19 i 20 de juny del 2000, la presidenta Nicole Fontaine va afirmar: « Vull que es converteixi en lema de totes les institucions, així com tenim una bandera i un himne ».
Els sis lemes rebutjats eren "Pau, Llibertat, Solidaritat", "Les nostres diferències ssón la nostra força", "Unitat per a la pau i la democràcia", "Unitat i llibertat", "Un vell continent, una nova esperança", "Tots diferents, tots europeus!"
"Unitat en la diversitat" ha estat el lema nacional d'Indonèsia durant algun temps (Bhinneka Tunggal Eka, en antic javanès i el 27 d'abril del 2000, la Sud-àfrica post-apartheid va adoptar un lema similiar (ikee:/xarra/ike) en "Xam" (una llengua Khoisan extinta) que també es tradueix al català per "Unitat en la diversitat".

### Discurs al Consell d'Europa (2000)
El 19 de juny del 2000, a Santa Maria da Feira, Portugal, la 24a presidenta del Parlament Europeu, Nicole Fontaine, va concloure el seu discurs oficial d'obertura amb la introducció del lema de la Unió Europea (Unité dans la diversité):
| « | Tot esperant el resultat d'una reflexió molt més gran sobre l'avenir d'una Europa dels 28, aquests ciutadans necessiten les idees clares: institucions clares i duradores que assegurin « la unitat dins de la diversitat », per citar el lema adoptat fa unes setmanes per 80.000 joves dels nostres països | » |

Des d'aleshores, aquest lema ha estat utilitzat per diversos funcionaris de la Unió Europea durant els seus discursos a Estrasburg, inclòs el President de la Comissió Europea Romano Prodi, el 4 de juliol del 2001 « la nostra força real descansa en la "unitat en la diversitat" », El ponent italià Giorgio Ruffolo el 4 de setembre del 2001 « Per tant, l'expressió ‘unitat en la diversitat’ ha estat triada com a lema de l'informe », l'eurodiputat austríac Paul Rübig el 10 d'abril del 2002 « Europa és, després de tot, unitat en la diversitat » o l'eurodiputat català Raimon Obiols i Germà el 4 de setembre del 2003 « Ahir, el president del Parlament Europeu va acabar el seu discurs evocant el futur lema europeu: unitat en la diversitat ».

### Constitució Europea (2004)
El 2004, el lema va ser escrit a l'article 8 de la fallida Constitució Europea, com un dels símbols de la Unió Europea.
| « | Article I-8 Els símbols de la Unió La bandera de la Unió serà un cercle amb dotze estels daurats sobre un fons blau. L'himne de la Unió estarà basat en l'Oda a l'Alegria' de la Novena Simfonia de Ludwig van Beethoven. El lema de la Unió serà: 'Unitat en la diversitat'. La moneda de la Unió serà l'euro. El dia d'Europa se celebrarà el 9 de maig a tota la Unió. | » |

### Dia d'Europa (2005)
El 9 de maig del 2005 la Comissió Europea va aprovar diversos medis promocionals, com ara postals on es destacaven els Símbols d'Europa: la bandera d'Europa, l'himne d'Europa, el lema d'Europa (ara "Unitat en la diversitat") i el dia d'Europa. Sols hi mancava la moneda europea que es trobava al Tractat del 2004 però no era encara constitucional. El pòster oficial del dia d'Europa també usava el lema modificat "Unitat en la diversitat".
El mateix dia, el nou lema (Unie dans la diversité) va ser proclamat per 1.000 joves al Memorial de Caen, com a 5è any de celebració. Aquestes paraules no es va escriure al projecte de Constitució Europea que va ser, no obstant això, rebutjada per referèndum pocs dies més tard.

### Tractat de Lisboa (2007)
El 2007, el Tractat de Lisboa no contenia cap article dedicat als símbols de la Unió Europea. Mantenia molt del tractat del 2004, però ometia els articles que definien els símbols d'Europa, o sigui la bandera, l'himne i el lema. Tanmateix contenia una declaració d'un limitat nombre de països que afirmaven el seu reconeixement d'aquests símbols. En resposta a l'omissió dels símbols per part del text principal del tractat, el Parlament Europeu, es va posar a l'avantguarda, utilitzant els símbols tal com els havien estat donat, i adoptant-los en primer lloc. El Parlament va canviar les serves normes internes per fer més ús dels símbols. En el cas del lema, seria imprès a tots els documents parlamentaris.

## Traduccions oficials

### En les 11 llengües oficials de la UE i en llatí (2000)
El lema original francès Unité dans la diversité fou traduït a les altres llengües oficials de la UE, més el llatí, i va ser proclamat lema per a Europa el 4 de maig del 2000.
| - Danès: Forenet i mangfoldighed - Neerlandès: In verscheidenheid verenigd - Anglès: Unity in diversity - Finès: Moninaisuudessaan yhtenäinen | - Francès: Unité dans la diversité - Alemany: Einheit in Vielfalt - Grec: Ενότητα στην πολυμορφία - Italià: Uniti nella diversità | - Portuguès: Unidade na diversidade - Castellà: Unidad en la diversidad - Suec: Förenade i mångfalden - Llatí: In varietate concordia |

### 23 llengües oficials de la UE (2004)
El lema va ser traduÏt a les 23 llengües que eren oficials als Estats de la UE quan es va signar el Tractat de Roma, el 29 d'octubre del 2004:
| - Búlgar: Единни в многообразието - Txec: Jednota v rozmanitosti - Danès: Forenet i mangfoldighed - Neerlandès: In verscheidenheid verenigd - Anglès: United in diversity - Estonià: Ühinenud mitmekesisuses - Finès: Moninaisuudessaan yhtenäinen - Francès: Unie dans la diversité | - Alemany: In Vielfalt geeint - Grec: Ενότητα στην πολυµορφία (Enótīta stīn polymorfía) - Hongarès: Egység a sokféleségben - Gaèlic: Aontaithe san éagsúlacht - Italià: Unita nella diversità - Letó: Vienotība dažādībā - Lituà: Vienybė įvairiškume | - Maltès: Magħquda fid-diversità - Polonès: Jedność w różnorodności - Portuguès: Unidade na diversidade - Romanès: Unitate în diversitate - Eslovac: Jednota v rozmanitosti - Eslovè: Združeni v raznolikosti - Castellà: Unidos en la diversidad - Suec: Förenade i mångfalden |

### Traduccions addicionals
- Basc: Aniztasunean bat eginik
- Bretó: Unanet el liested
- Català: Units en la diversitat
- Cors: Uniti in a diversità
- Friulès: Unîts inte diversitât
- Gallec: Unidos na diversidade
- Luxemburguès: A Villfalt gëeent
- Sard: Umpare in sa diversidade
- Gal·lès: Yng nglym mewn gwahaniaeth
- Frisó occidental: Ienheid yn ferskaat

### Traduccions en les llengües dels estats candidats a la UE
Traduccions posteriors en llengües dels candidats oficials a la UE, elaborades per la Unió Europea o pels mateixos Estats candidats:
| - Croat: Ujedinjeni u različitosti - Islandès: Eining í fjölbreytni - Macedònic: Обединети во различноста - Turc: Çeşitlilikte birlik' |